# 馬紹爾 (加利福尼亞州)
馬紹爾（英語：Marshall）是位於美國加利福尼亞州馬林縣的一個非建制地區。該地的面積和人口皆未知。

## 地理
馬紹爾的座標為38°09′38″N 122°53′39″W / 38.16056°N 122.89417°W，而該地的平均海拔高度為7米（即23英尺）。